# Вайкуле, Лайма Станиславовна
Ла́йма Станиславовна Ва́йкуле (латыш. Laima Vaikule; род. 31 марта 1954, Цесис, Латвийская ССР, СССР) — советская и латвийская эстрадная певица, актриса, заслуженная артистка Литовской ССР (1990), народная артистка Латвийской Республики (1995).
Исполнила такие хиты, как: «Вернисаж», «Ещё не вечер», «Скрипач на крыше», «Шерлок Холмс», «Я вышла на Пикадилли», «Лёгкой джазовой походкой», «Дым над водой», «Я за тебя молюсь» и многие другие. В 1987 году по итогам хит-парада «Звуковая дорожка» заняла 3-е место в списке самых популярных певиц в СССР после Аллы Пугачёвой и Жанны Агузаровой.
Её дискография насчитывает 14 студийных альбомов. Помимо Латвии альбомы певицы продавались в странах Европы и США. Общий тираж проданных дисков превысил 20 миллионов экземпляров.
За время карьеры достигла международного успеха в странах Прибалтики и Восточной Европы, лауреат премий «World Music Awards» и «Золотой граммофон», участница фестиваля «Песня года».

## Биография

### Ранние годы
Родилась 31 марта 1954 года в городе Цесисе, Латвийской ССР (СССР). Отец, Станислав Вайкулис, был рабочим. Мать, Янина Вайкуле (ум. 2015), была сначала продавщицей, а потом директором магазина.

«Пою я только потому, что моя бабушка пела в церковном хоре. А остальные мои родные просто рабочие, они не имеют никакого отношения к музыке.»

Через три года её семья переехала в Ригу. Училась в рижской средней школе № 25.
По окончании восьми классов средней школы Лайма поступила в медицинское училище.

Мечтала быть врачом. Очень этого хотела. Даже в анатомичку ходила, так мне хотелось выучиться на врача, лечить людей, спасать их. Но не сложилось… Попала в этот шоу-бизнес и закрутилась другая жизнь.— 

### Карьера
В декабре 1969 года выступила на сцене, приняв участие в конкурсе юных вокалистов во Дворце культуры рижского завода ВЭФ, и стала дипломанткой, заняв 4 место.
В 15 лет стала солисткой Рижского оркестра радио и телевидения под руководством Раймонда Паулса.

«Это случилось в филармонии. Мне было 15 лет. В то время я занималась музыкой и пением у маэстро Заходника, а он работал с Раймондом Паулсом — распевал и ставил голоса певцам Раймонда. Учитель меня любил, считал, что я хорошо пою, поэтому и повёл на прослушивание к Паулсу. Помню, как я пела в тёмном филармоническом зале, было, наверное, часов шесть вечера, и вдруг сзади ко мне подошёл человек, похлопал по плечу и сказал: „Малыш, я тебя беру“. Это и был Раймонд Паулс.»

В 1970-х годах с рок-группой пела в ресторанах на курортах Чёрного моря. Одно время выступала в ресторане «Ницца» в Ялте. Там во время отдыха её заметила начальник главного управления торговли Юрмалы Марина Затока. С января 1979 года по декабрь 1984 года выступала в знаменитом варьете «Юрас перле» (латыш. Jūras pērle — «Морская жемчужина») в Юрмале. Сначала пела в танцевальном оркестре, потом стала солисткой варьете, художественным руководителем которого был Марк Гурман. Также выступала в ресторане гостиницы «Юрмала». После, в середине 80-х её пригласили работать в недавно открывшуюся гостиницу «Латвия» в Риге, в бар «Мелодия». Она ушла туда вместе с группой и балетом, создав уже собственную программу.
В 1981 году, как солистка варьете, приняла участие в съёмках программы «Мелодии уходящего года» (латыш. Gadu mijas melodijas), которые проходили в ресторане «Кабург», где с балетом исполнила песню «Счастье» (латыш. Laime). Это было первое появление Лаймы Вайкуле на телевидении. С 1983 по 1985 годы принимала участие в съёмках варьете-программ в гостинице «Юрмала» и в интуристе «Латвия» для латвийского телевидения. В декабре 1984 года её показали по Латвийскому телевидению в программе «Новогоднее варьете» (латыш. Jaungada varietē), где в том числе исполнила песни «Mušmires» и «Brauc, brauc…». В этой программе вместе с ней выступал Леон Звиедрис, а также Нора Бумбиере и другие известные исполнители. Позже эти номера были ещё раз показаны в 1997 году в цикле передач «Субботний ретро-концерт» (латыш. Sestdienas retrokoncerts).
В 1984 году поступила в ГИТИС на режиссёрское отделение. Помимо западного репертуара и ряда современных песен, в сопровождении ВИА «LAIMA» начала исполнять латышские песни, в частности, Р. Паулса «Verokoko» (в русском варианте её пел В. Леонтьев — «Вероока»). В течение 1985 года вместе со своей группой и балетом выступала в клубе «Меркурий» в Центре международной торговли (жила в гостинице «Международная») и ЦДРИ. В декабре 1984 года по приглашению Владимира Давыденко приняла участие в записи программы «Новогодний голубой огонёк» для Центрального телевидения СССР, где исполнила на латышском языке песню «Весёлые мухоморы» (латыш. Mušmires), которая является ремейком песни «Big Fun» (1982) группы Kool & the Gang. Это было её первое появление на центральном телевидении. В течение 1985 года несколько раз участвовала в передаче «Что? Где? Когда?» в музыкальных паузах и тайм-аутах, где тоже вместе с ансамблем исполняла песни на латышском языке.
Певицу заметил известный поэт-песенник Илья Резник. Он предложил ей для записи на радио новую песню «Ночной костёр», певица попала не только в радиоэфир, но и в телепередачу «Песня-86» в Вильнюсе.
Тогда же, осенью 1986 года, на советско-итальянском концерте эстрадных звёзд исполнила новую песню «Вернисаж» (Паулс, Резник), а также песню советско-итальянских авторов «Посланцы мира». В телеверсии концерта песню «Вернисаж» не исполняла (вместо неё исполнила «Ночной костёр») так как было решено, что премьера песни на телевидении состоится в «Новогоднем голубом огоньке» вместе с песней «Ещё не вечер» (Паулс, Резник), в которой Лайма предложила свою оригинальную трактовку текста и к 1987 году записала её в студии звукозаписи Латвийского радио.
В качестве солистки ВИА «LAIMA» с апреля 1986 года и до распада СССР была солисткой «Азконцерта» и некоторое время жила в Баку.

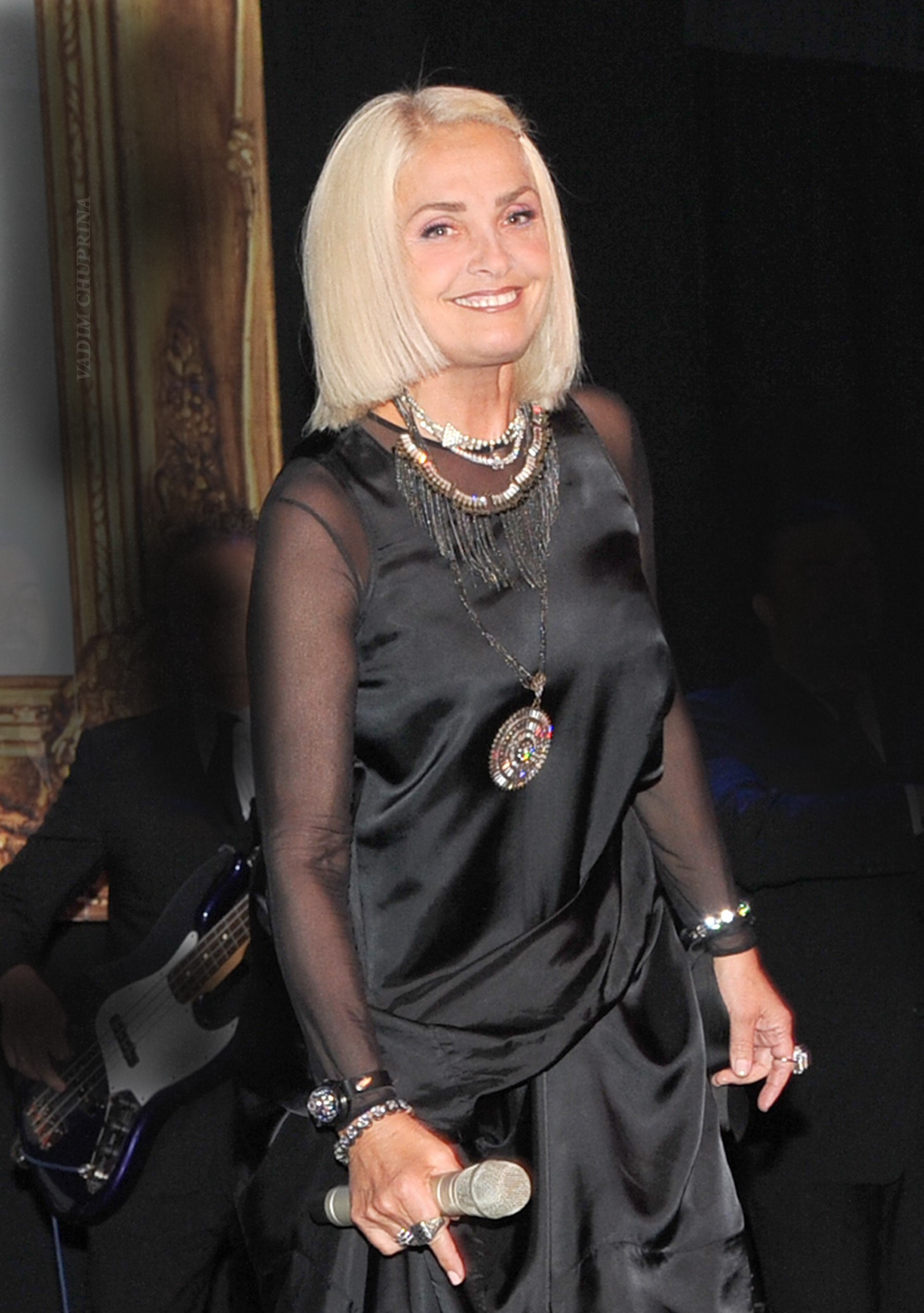
Лайма Вайкуле в 2011 году

В феврале 1987 года певица участвовала в авторском вечере Паулса в ГЦКЗ «Россия», после телевизионной трансляции концерта она получила всесоюзную известность. Приз «Золотая лира» на международном фестивале в Чехословакии («Братиславская лира») в мае того же года за песню «Вернисаж» закрепил успех певицы. В том же году в ноябре 1987 года выступала на международных играх «Что? Где? Когда?» в Болгарии (выступление 13 ноября).
Одновременно с учёбой на факультете режиссёра эстрады ГИТИСа началась подготовка большой сольной программы, премьера которой состоялась в ГЦКЗ «Россия» в феврале 1988 года и которая доказала, что актрисе подвластны лирические, характерные, шуточные, гротесковые образы.
В марте 1988 года вместе с Раймондом Паулсом и Яаком Йоалой поехала в Хельсинки, где участвовала в концерте «Я ищу музыку для вас. Раймонд Паулс в Хельсинки» (фин. Etsin musiikkia sinulle. Raimond Pauls Helsingissä). Там в сопровождении биг-бэнда «Юлейсрадио» исполнила песни из своего сольного альбома и в финале программы с участниками исполнила «Миллион алых роз».
В 1989 году, будучи уже популярной, выступала в Сочи. Ей позвонили из звукозаписывающей компании «Мелодия» и пригласили в Москву на запись песен с исполнителем из США. Через несколько месяцев получила приглашение переехать в США. Вскоре после переезда ей была диагностирована онкология, с которой певица справилась благодаря лечению в США.
В начале 1990-х годов неоднократно выступала в странах постсоветского пространства, Европе, США, Японии, в том числе приняла участие в программе «Кохаку ута гассэн», где исполнила песню «Elizabet», которая является латышской версией «Вернисажа». В 1993 году получила премию «World Music Awards» в Монте-Карло и выступила с песней «Breakin' away».
В 2004 году в дуэте с Р. Фольи исполнила песню «Il Treno Per Parigi» (рус. Парижский поезд) сразу на двух языках — русском и итальянском.

С 2002 по 2014 годы в качестве гостя выступала на музыкальном конкурсе «Новая волна», который проводился в Латвии. С 2015 года певица создала и проводит ежегодный международный музыкальный фестиваль в Юрмале «Laima Rendezvous Jūrmala» (рус. Лайма Рандеву Юрмала).

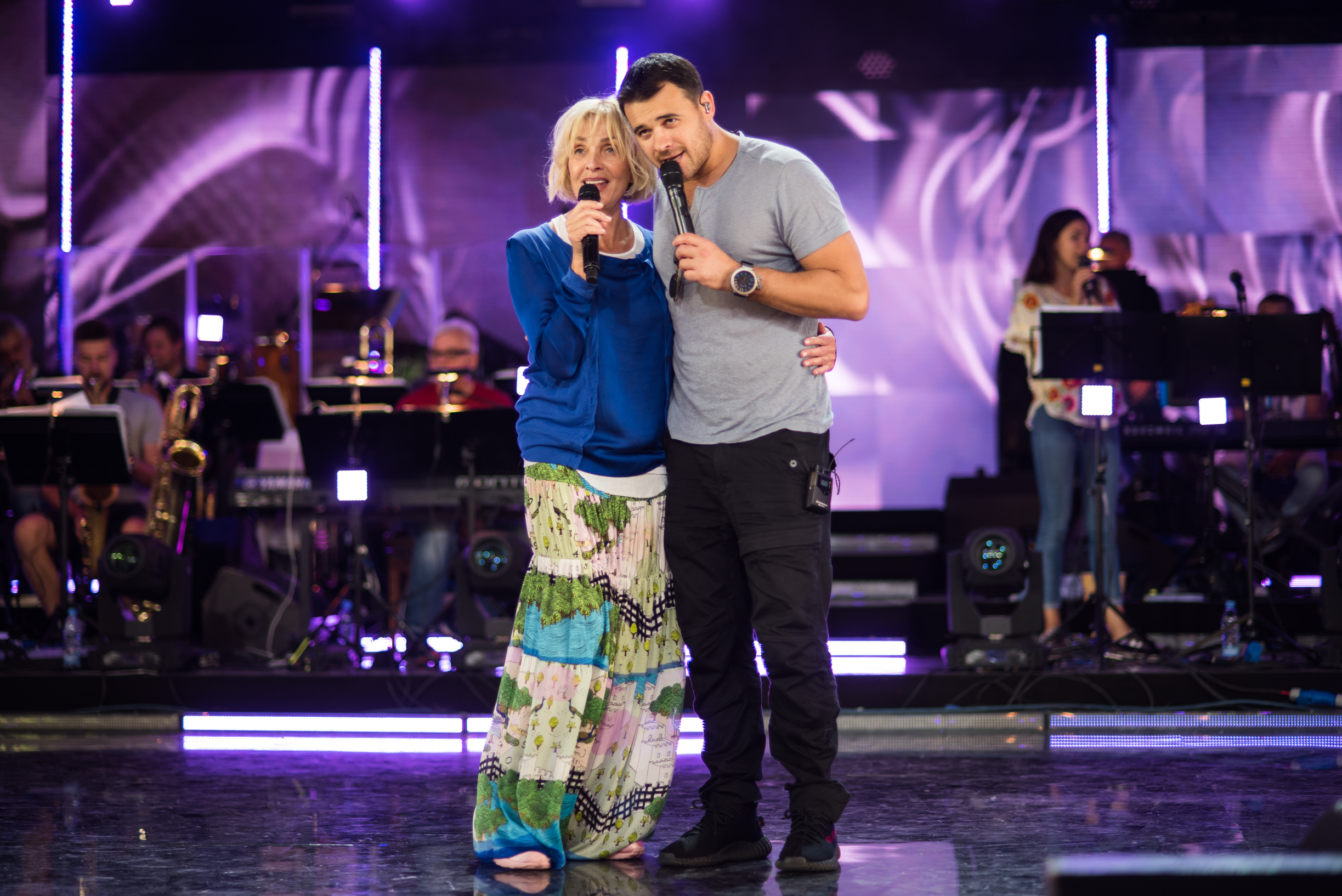
Вайкуле и Emin на репетиции фестиваля «Лайма. Рандеву. Юрмала 2017»

В 2021 году Вайкуле была одним из наставников в четвёртом сезоне российской версии шоу «Голос. 60+».

### Личная жизнь
Гражданский муж Андрей Адольфович Латковский (род. 30 августа 1949) — продюсер певицы, бывший бас-гитарист её ансамбля, внук советского государственного деятеля Викентия Казимировича Латковского (1899—1983). Брат Андрея Викентий Латковский работал официантом в «Юрас перле». С Лаймой Вайкуле познакомились в 1970 году, с 1978 года живут в фактическом браке. Детей нет. В 2010 году, в возрасте 56 лет Лайма была беременна с помощью искусственного оплодотворения, но произошёл выкидыш.
Хотела усыновить ребёнка, но её крестный (духовник) не дал ей на это благословение.

— Умоляю, девочки, не делайте аборт! Если забеременели и боитесь, что не справитесь сами, лучше отдайте ребёнка… мне! — 
Стала крёстной матерью внучки Паулса Моники-Ивонны, которая родилась в 1994 году, а её крёстным отцом стал Игорь Крутой.
По вероисповеданию — православная.

## Общественная позиция
Лайма Вайкуле известна как активная защитница прав животных. Она — вегетарианка по этическим соображениям.
В августе 2018 года, во время гастролей в Одессе, Вайкуле сказала, что не поедет выступать в Крым, какой бы гонорар ей ни предложили. Позднее в эфире телеканала «Россия-1» певица пояснила, что готова посетить полуостров только после снятия санкций.
В 2019 году в интервью YouTube-каналу «А поговорить?» певица высказала поддержку ЛГБТ-сообществу.
В феврале 2022 года выступила с осуждением вторжения России на Украину.

В декабре 2022 года дала интервью телеканалу «Дождь», в котором прокомментировала мнения относительно того, что вся её карьера была бы невозможна без СССР.
«Я содержала филармонию, я содержала Советский Союз, выпуская свои диски. Потому что я получала 17 рублей, собирая стадион на 45 тысяч человек. Если кому нечего делать — посчитайте, сколько денег я принесла государству. Фирма „Мелодия“ продавала мою пластинку в 20 миллионов экземпляров. Я получила за это 137 рублей, — заявила певица. — Я уже не говорю про Аллу. Алла вообще как человек, музыкант на первом месте, это не о чем говорить. Самая главная звезда России — это Алла. Она всю жизнь отдала сцене и этому народу, но получила обратно плевок. Но не всех, а маленькой, злой и глупой массы… Посчитайте, кто кого содержал и кто кому платил. Я отработала, и я содержала весь Советский Союз. А Алла содержала всю эту Россию, которая сейчас ей что-то предъявляет. Мы столько денег заработали для СССР, что стыдно говорить».

## Творчество

### Дискография
- 1986 — «Первый сезон. Восьмидесятые.»
- 1987 — «Лайма Вайкуле»
- 1992 — «Я за тебя молюсь»
- 1993 — «Laima Tango»
- 1994 — «Милый, прощай!»
- 1996 — «Я вышла на Пикадилли»
- 1996 — «Viss nāk un aiziet…»
- 1998 — «Латинский квартал»
- 1999 — «Зеркало»
- 2000 — «Лучшие песни»
- 2002 — «Имена на все времена»
- 2005 — «О чём играет пианист?»
- 2013 — «Atkal Mājās»
- 2019 — «Leģendas»

### Фильмография
— главная роль

| Год  |   | Название                                | Роль                                                                     |
| ---- | - | --------------------------------------- | ------------------------------------------------------------------------ |
| 1979 | ф | Инспектор Гулл                          | певица и танцовщица в клубе (эпизод, песня «Lo and Behold»)              |
| 1980 | ф | Братья Рико                             | певица (эпизод, песни «She’s not a disco lady» и «You’re my everything») |
| 1984 | ф | Нужна солистка                          | вокал (в кадре Мирдза Мартинсоне, песня «Bez puišiem nevar»)             |
| 1985 | ф | Танцы на крыше                          | певица (эпизод, песня «Ты найди меня»)                                   |
| 1991 | ф | В русском стиле                         | Анна, преподаватель химии в спецшколе                                    |
| 1997 | ф | Старые песни о главном 2                | пани Лайма (эпизод)                                                      |
| 1998 | ф | Военно-полевой романс                   | певица в военном лагере (эпизод)                                         |
| 1998 | ф | Старые песни о главном 3                | камео                                                                    |
| 2001 | ф | Женское счастье                         | камео                                                                    |
| 2001 | ф | Старые песни о главном. Постскриптум    | певица (эпизод)                                                          |
| 2003 | ф | Снежная королева                        | Снежная королева                                                         |
| 2007 | ф | Очень новогоднее кино, или Ночь в музее | певица (эпизод)                                                          |
| 2009 | ф | Красная шапочка                         | мама Красной шапочки                                                     |

## Документальные фильмы и телепередачи
- «Стиль по имени Лайма» («ТВ Центр», 2013)[61]
- «Лайма Вайкуле. „Ещё не вечер…“» («Первый канал», 2014)[62][63]
- «Лайма Вайкуле. „Ещё не вечер…“» («Первый канал», 2021)[64]

## Признание и награды
Государственные:
- 1995 — Народная артистка Латвии[65]
- 1996 — государственная награда Латвии «Большая музыкальная награда»[10]
- 2011 — орден Дружбы (7 июля 2011, Россия) — за большой вклад в развитие и укрепление российско-латвийских культурных связей, популяризацию современной российской музыкальной культуры в Латвийской Республике[66]

Другие награды, поощрения и общественное признание:
- 1987 — гран-при «Золотая лира» на Международном конкурсе песни «Братиславская лира» (Чехословакия)[10]
- 1993 — премия «World Music Awards» (Монте-Карло)[67]
- 2019 — Почётная грамота президента Латвии — за достижения в пользу государства или общества Латвии[68]
- 2019 — музыкальная премия «Золотой граммофон» — за вклад в развитие отечественного шоу-бизнеса[69]